# Karola Sube
Karola Sube, po mężu Ziesche (ur. 28 kwietnia 1964 w Budziszynie) – niemiecka gimnastyczka sportowa reprezentująca NRD. Brązowa medalistka olimpijska z Moskwy (1980) oraz brązowa medalistka mistrzostw świata (1979) w wieloboju drużynowym.

## Osiągnięcia
| Rok                   | Zawody                | Konkurencja           | Konkurencja           | Konkurencja           | Konkurencja           | Konkurencja           | Konkurencja           |
| Rok                   | Zawody                | VT                    | UB                    | BB                    | FX                    | AA                    | Team                  |
| Zawody międzynarodowe | Zawody międzynarodowe | Zawody międzynarodowe | Zawody międzynarodowe | Zawody międzynarodowe | Zawody międzynarodowe | Zawody międzynarodowe | Zawody międzynarodowe |
| --------------------- | --------------------- | --------------------- | --------------------- | --------------------- | --------------------- | --------------------- | --------------------- |
| 1979                  | Mistrzostwa Europy    |                       |                       |                       |                       | 36                    |                       |
| 1979                  | Mistrzostwa świata    |                       |                       |                       |                       | 21 QT                 | 3                     |
| 1980                  | Igrzyska olimpijskie  | 31T QR                | 20T QR                | 17T QR                | 24T QR                | 23T QR                | 3                     |